# José Pékerman
José Néstor Pékerman (Villa Domínguez, 3 de setembro de 1949) é um ex-futebolista argentino, que atuava como atacante e agora treinador de futebol.

## Histórico
Foi diretor técnico da Seleção Argentina de Futebol, cargo que assumiu no ano de 2004 após a renúncia de Marcelo Bielsa. Nos anos anteriores se destacou treinando as seleções juvenis da Argentina, conseguindo três campeonatos mundiais na categoria sub-20. Assumiu a seleção principal em 2004 após o vice-campeonato na Copa América, levando a Argentina à Copa do Mundo de 2006 e ao vice-campeonato na Copa das Confederações de 2005.

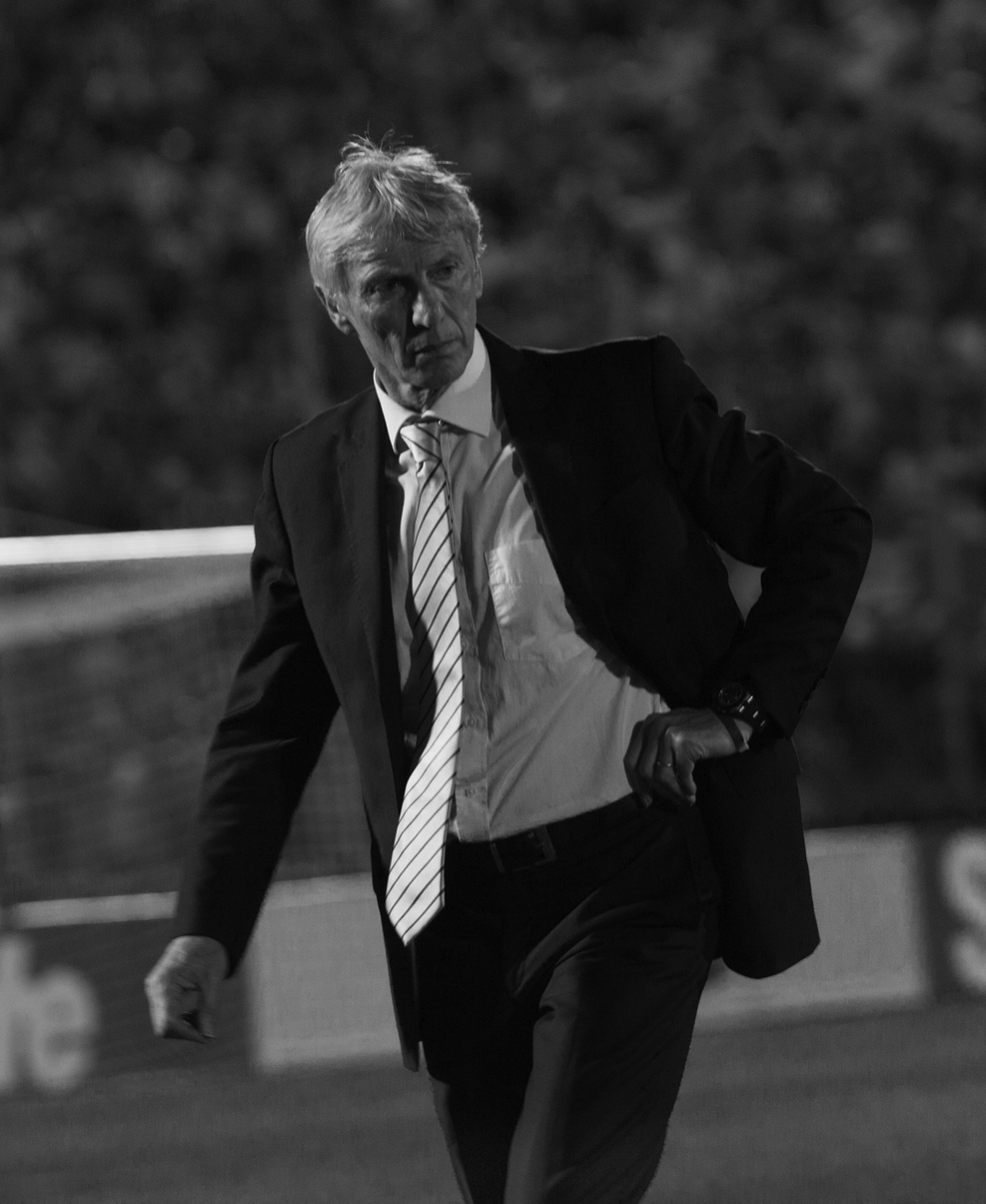
Jose Pekerman (Setembro 2013).

Depois de treinar a sua seleção natal na Copa, Pékerman teve passagens apagadas pelos clubes mexicanos Toluca e Tigres.
Em 2012, assumiu o cargo de técnico na Seleção Colombiana de Futebol. Na Colômbia, conseguiu novamente se destacar ao montar uma equipe rápida e objetiva, que passou bem pelas eliminatórias sul-americanas embalada por craques como James Rodriguez, Cuadrado e Falcão Garcia. Na Copa do Mundo de 2014, ultrapassou a fase de grupos com 100% de aproveitamento superando Grécia, Costa do Marfim e Japão. Nas oitavas-de-final, o triunfo sobre os bi-campeões do Uruguai marcou a melhor participação da Colômbia na história dos mundiais, caindo apenas diante do anfitrião Brasil, já nas quartas-de-final do torneio.
O bom desempenho fez com que Pékerman se mantivesse como comandante maior da seleção colombiana mesmo após a eliminação na Copa do Mundo.

## Títulos
Seleção Argentina
- Campeonato Sul-Americano de Futebol Sub-20: 1997, 1999
- Campeonato Mundial Sub-20: 1995, 1997, 2001

## Campanhas de destaque
Seleção Argentina
- Copa das Confederações: 2º lugar (2005)

Seleção da Colômbia
- Copa do Mundo: 5º lugar (2014)